# Radu-Mihai Mihail
Radu-Mihai Mihail (ur. 8 kwietnia 1969 w Konstancy) – rumuński polityk, inżynier i menedżer, senator. Posiada również obywatelstwo francuskie.

## Życiorys
Z wykształcenia inżynier elektroniki i telekomunikacji, absolwent Uniwersytetu Politechnicznego w Bukareszcie. Uzyskał magisterium z rozwoju gospodarczego przedsiębiorstw po ukończeniu programu prowadzonego przez INDE w Bukareszcie i CNAM w Paryżu. Odbył też studia podyplomowe Executive MBA w HEC Paris. Zawodowo związany z sektorem prywatnym, od 2002 do 2009 pracował na dyrektorskich stanowiskach w Motoroli. W latach 2009–2014 był wiceprezesem przedsiębiorstwa CGG. Następnie zaczął prowadzić własną działalność gospodarczą w sektorze doradztwa biznesowego.
Zaangażował się w działalność polityczną w ramach Związku Zbawienia Rumunii. W 2016 został wybrany do Senatu w okręgu dla diaspory. Z powodzeniem ubiegał się o reelekcję w wyborach w 2020 (jako kandydat liberalnej koalicji USR PLUS).